# Ткачук, Василий Иванович
Васи́лий Ива́нович Ткачу́к (13 января 1916, Ильинцы — 19 октября 1944, Восточная Пруссия) — украинский писатель-романист.

## Биография
Родился на Покутье в бедной семье. Был третьим ребёнком, имел старшего брата Алексея (1904) и сестру Марию (1912). Семья проживала в небольшой хижине вместе с семьёй родного дяди. В одной комнате на 16 м² проживало десять детей. Отец умер в 1921, мать осталась с тремя детьми и зарабатывала шитьём и прядением. В своей биографической новелле «Зимняя мелодия» Василий Ткачук пишет, что «…с сестрой Машей на двоих имели только одни лапти, брат Алексей имел лапти и не имел портянок, а Василий не имел ничего…».
В 1930 окончил семь классов местной школы. Именно в школе написал свои первые стихи. После учёбы был членом, а затем и руководителем хореографического кружка при обществе «Просвита». В 1931 его был впервые арестован за незначительную антиправительственную выходку, но вскоре был отпущен. В сентябре 1932 за антиправительственную деятельность его снова задержали на три месяца.
В Народном музее истории и быта села Ильинцы, который основал педагог Роман Ризюк, сохраняется коломийский журнал «Женская судьба» за апрель 1933 года, где опубликована первая новелла «Пасха идёт». Далее был роман «Весна». В своём вкладе Василий Ткачук часто указывал место написания произведения — родное село Ильинцы. Ткачук занимался этнографией, его интересовали местные традиции, обрядовые песни. Журнал «Жизнь и знание» (вып. 97 за 1935) опубликовал его исследовательскую статью «Свадьба на Покутье». В 1934 В. Ткачук сошёлся с участниками львовской литературной группы «Двенадцатка», которую организовал Анатолий Курдыдык.
В 1937 году Василий Ткачук женится на Марии Януш. Брачная церемония состоялась в церкви Святого Николая во Львове.
В сентябре 1939 Ткачук стал студентом Львовского университета имени Ивана Франко по приказу Наркомитета УССР.
На специальном пленуме Союза писателей Украины (1940) Ткачука приняли в члены писательской организации.
В 1941 году Ткачук оказался на фронтах Второй мировой войны. В архиве Народного музея села Ильинцы хранится копия письма Василия Ткачука к Леониду Смелянскому, датированного 24.08.1942 г., в котором писатель сообщает, что уже 14 месяцев находится в рабочей колонии и просит выслать ему журналы и некоторые произведения. Пётр Козланюк в своих военных дневниках вспоминает, что 24 декабря 1942 года он встречался в Москве с Ткачуком, который со своей частью отправлялся на фронт.
Был убит в бою 19 октября 1944 в Восточной Пруссии.

## Творчество
Некоторые произведения писателя были изданы при его жизни.
В 1973 году, в советское время, был издан сборник произведений Василия Ткачука под названием «Новеллы». При этом они были подвергнуты цензуре.